# Броштени (Њамц)
Броштени (рум. Broșteni) насеље је у Румунији у округу Њамц у општини Бахна. Oпштина се налази на надморској висини од 289 m.

## Становништво
Према подацима из 2002. године у насељу је живело 383 становника, од којих су сви румунске националности.